# Dennis Uphill
Edward Dennis Herbert Uphill (* 11. August 1931 in Bath; † 7. Februar 2007 in Watford) war ein englischer Fußballspieler. Der Stürmer war im erweiterten Kader der Mannschaft von Tottenham Hotspur, die in der Saison 1950/51 die englische Meisterschaft gewann. Zumeist spielte er jedoch in den unteren Profiligen.

## Sportlicher Werdegang
Nachdem er in jungen Jahren als Fußballer für die Zechen-Werksmannschaft Peasedown Miners Welfare aufgefallen war, schloss sich Uphill im März 1948 auf Amateurbasis dem damaligen Zweitligisten Tottenham Hotspur an. Von dort wurde er zunächst an den FC Finchley ausgeliehen, bevor er zu den Spurs zurückkehrte und dort im September 1949 zum Profi wurde. Zu dieser Zeit absolvierte er auch seinen Nationaldienst im Royal Army Ordnance Corps der Royal Navy und stand in Armeeauswahlen. Nachdem Tottenham in die höchste englische Spielklasse aufgestiegen war, absolvierte er am 23. September 1950 gegen den AFC Sunderland (1:1) sein erstes Ligaspiel. Auf der Halbstürmerposition bestritt er in der Saison 1950/51 noch eine zweite Partie und obwohl er am 24. März 1951 ein Tor zum 1:1 gegen den FC Portsmouth schoss, blieb sein Beitrag zum Gewinn der englischen Meisterschaft zu gering zum Erhalt einer offiziellen Meistermedaille. Da er auch in den folgenden gut anderthalb Jahren bis Februar 1953 nur sporadisch eingesetzt wurde, wechselte er im Rahmen eines Tauschgeschäfts mit Johnny Brooks zum Drittligisten FC Reading.
In Reading avancierte Uphill mit 42 Treffern in 92 Ligapartien bis Oktober 1955 zu einem Torjäger und wechselte dann zum Ligakonkurrenten Coventry City. Im März 1957 heuerte er bei Mansfield Town für einen weiteren Drittligisten an und zog dann im Juni 1959 weiter zum FC Watford, der im Jahr zuvor in die vierte Liga abgestiegen war. Mit Watford gelang Uphill 1960 die Rückkehr in die Drittklassigkeit und auch mit seinem Folgeklub Crystal Palace ab Oktober 1960 stieg Uphill aus der vierten Liga 1961 in die dritthöchste Spielklasse auf.
Ab April 1963 ließ Uphill seine aktive Laufbahn außerhalb des Profifußballs bei Rugby Town, dem FC Romford, dem FC Dartford (1964 bis 1965, mind. 38 Spiele/13 Tore) und den Croxley Casuals ausklingen, bevor ein Schlüsselbeinbruch diese mehr oder weniger beendete. Nach der Fußballerkarriere arbeitete er in Buchmacherbranche und betrieb danach bis zu seiner Pensionierung im Jahr 1995 ein eigenes Umzugsunternehmen. Daneben engagierte er sich in Watford als Lokalpolitiker für die Conservative Party. In Watford verstarb er auch im Alter von 75 Jahren am 7. Februar 2007.